# Dirfi

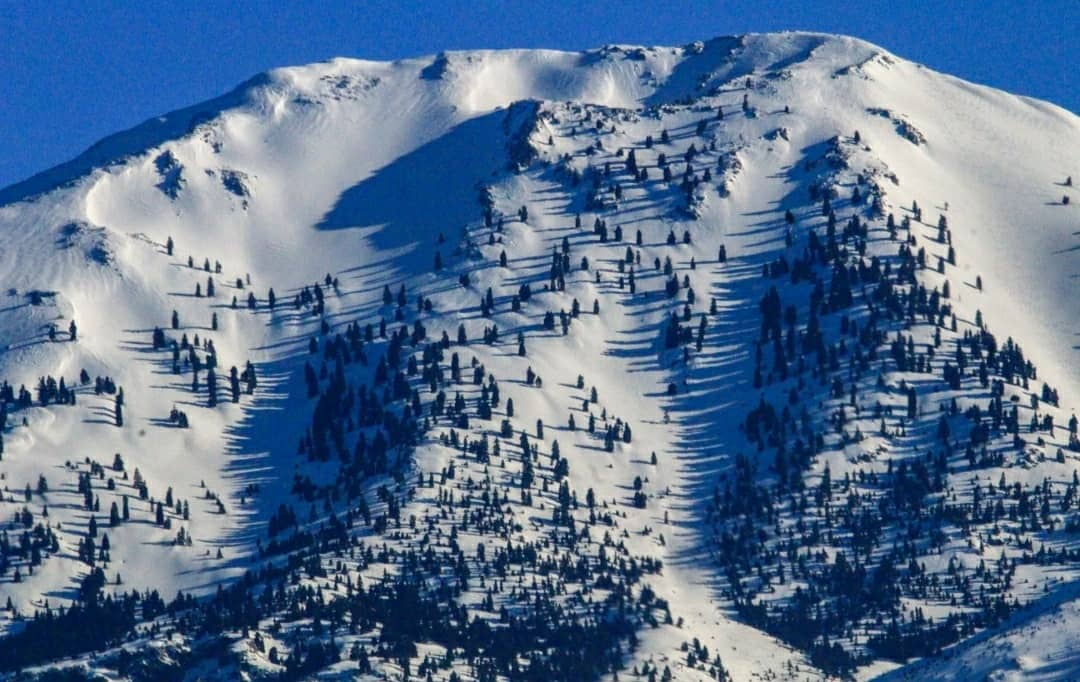

Dirfi ou Dírfis (em grego:  Δίρφη, antigamente Δίρφυς - Dirfys) é uma montanha no centro da ilha de Eubeia, Grécia. Com altitude de 1743 m, é a mais alta da ilha. A montanha Dirfi deu o nome à unidade municipal de Dirfys. O cume está a 4 km a oeste de Stropones, 5 km a norte de Steni Dirfyos e 28 km a nordeste de Cálcis. Há florestas nas encostas e a maior parte da montanha está coberta por pastos e matos.